# Джабаров, Владимир Михайлович
Влади́мир Миха́йлович Джаба́ров (род. 29 сентября 1952, Самарканд) — российский государственный и политический деятель, член партии «Единая Россия», член Совета Федерации Федерального собрания Российской Федерации от Законодательного собрания Еврейской автономной области с 24 декабря 2009 года, первый заместитель председателя Комитета Совета Федерации по международным делам..
Из-за аннексии Крыма и вторжения России на Украину находится под санкциями всех стран Евросоюза, США, Великобритании и ряда других государств.

## Биография
Владимир Михайлович Джабаров родился 29 сентября 1952 года в Самарканде Узбекской ССР,. Отец — железнодорожник-путеец, мать — врач железнодорожной больницы. По происхождению — армянин, но считает себя русским.
В 1974 году окончил строительный факультет Самаркандского архитектурно-строительного института по квалификации «инженер-строитель», в 1978 году — аспирантуру Ташкентского политехнического института. Был направлен в Москву в НИИ бетона и железобетона при Госстрое СССР, где в 1979 году защитил диссертацию на тему «Разработка технологии и изучение свойств бетонополимеров для применения в условиях сухого жаркого климата» (05.23.05) и получил степень кандидата технических наук в НИИ бетона и железобетона при Госстрое СССР, после чего работал преподавателем в Самарканде.
С 1980 года на службе в КГБ СССР. В 1982 году в Москве окончил Высшую Краснознамённую школу КГБ СССР им. Ф. Э. Дзержинского по квалификации «юрист» со знанием иностранного (португальского) языка со званием лейтенанта.
В 1991 году в связи с распадом СССР КГБ СССР было реорганизовано и упразднено. В сентябре 1991 года органы государственной безопасности большинства субъектов РСФСР, ранее находившиеся в прямом подчинении КГБ СССР, были переданы в ведение КГБ РСФСР. 39-летний Джабаров продолжил службу в КГБ РСФСР. В 1995 году была создана Федеральная служба безопасности. Джабаров служил в органах безопасности СССР и РФ суммарно с 1980 по 2006 годы, главным образом в контрразведке, работал в центральном аппарате Федеральной службы безопасности, был заместителем и исполняющим обязанности начальника управления «К» по контрразведывательному обеспечению кредитно-финансовой системы службы экономической безопасности ФСБ. В 2006 году после 26 лет службы вышел в отставку в звании генерал-майора.
В 2006—2009 годах был первым вице-президентом инвестиционной группы «Ренессанс Капитал».
С сентября 2009 года — первый вице-президент инвестиционной компании «Тройка Диалог», отвечал за связи с государственными органами.

### Совет Федерации

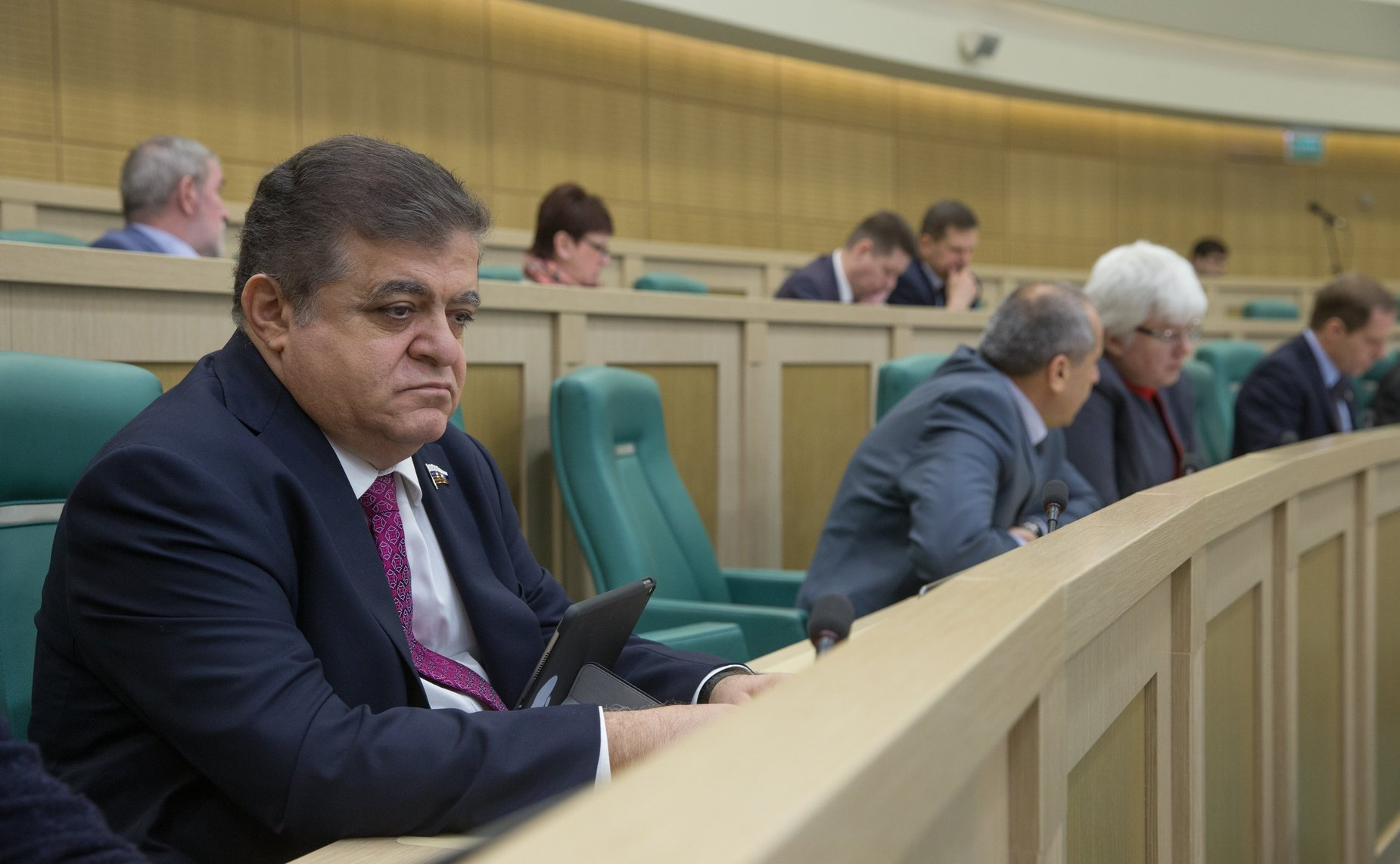
Джабаров в Совете Федерации, март 2018 года.

В сентябре 2009 года стало вакантно место сенатора от заксобрания Еврейской автономной области, после того как Борис Листов был назначен членом правления и первым заместителем председателя правления Россельхозбанка. Вскоре президиум генерального совета партии «Единая Россия» предложил депутатам заксобрания Еврейской автономной области кандидатуру Владимира Джабарова. 23 декабря 2009 года депутаты заксобрания Еврейской автономной области 4 созыва избрали Джабарова представителем в Совете
Федерации. 25 декабря 2009 года председатель Совета Федерации Сергей Миронов подтвердил его полномочия. В Совете Федерации Джабаров входил в состав Комиссии по взаимодействию со Счётной палатой РФ и Комитета по делам СНГ.
В мае 2010 года, когда Совет Федерации отчитался о доходах сенаторов, Джабаров оказался в первой десятке самых богатых сенаторов. Он задекларировал доход за 2009 год в размере 73 млн 89 тысяч рублей.
Осенью 2011 года был выдвинут на выборы депутатов заксобрания Еврейской автономной области 5 созыва кандидатом от партии «Единая Россия». Выборы 19 депутатов проходили по смешанной системе: 10 по партийным спискам, 9 по одномандатным округам. Список «Единой России» возглавили губернатор ЕАО Александр Винников, Анатолий Тихомиров, Любовь Павлова. Владимир Джабаров баллотировался по Биробиджанскому району первым в региональной группе № 8. По итогам состоявшегося 4 декабря 2011 года голосования список «Единой России» набрал 49,75 % голосов и получил 5 мандатов, из них один был передан Джабарову. Также кандидаты «Единой России» выиграли во всех 9 округах. 7 декабря 2011 года региональный политсовет «Единой России» решил предложить Джабарова на должность представителя областного парламента в Совете Федерации. Так как единороссы заняли 14 из 19 мест, то решение было поддержано. Незадолго до выборов, 30 ноября 2011 года Джабаров был утверждён на должность первого заместителя председателя Комитета по международным делам Совета Федерации, объединённого с Комитетом по делам СНГ (председатель Константин Косачев).
В марте 2014 года во время российской аннексии Крыма поддержал «постановление об использовании Вооружённых сил Российской Федерации на территории Украины», был председателем Временной комиссии СФ по Украине, членом миссии наблюдателей от СФ на референдуме в Крыму, для того, чтобы «он прошёл чётко и легитимно». Поразившись «энтузиазму, с которым люди идут на референдум», отмечал, что «результаты голосования впечатляют» — «более 95 процентов населения республики проголосовали за вхождение Крыма в состав России».
Летом 2016 года вновь был выдвинут на выборы депутатов заксобрания Еврейской автономной области 6 созыва кандидатом от партии «Единая Россия». Джабаров входил в первую тройку списка «Единой России», где был вторым после губернатора ЕАО Александра Левинталя. По итогам состоявшегося 18 сентября 2016 года голосования список «Единой России» набрал 42,43 % голосов и получил 4 мандата, из них один был передан Джабарову. 1 октября на первом заседании заксобрания ЕАО 6 созыва единороссы, получившие по итогам выборов квалифицированное большинство, вновь предложили Джабарова на пост сенатора. Его кандидатуру поддержали 15 из 19 депутатов.
Летом 2021 года вновь был выдвинут на выборы депутатов заксобрания Еврейской автономной области 7 созыва кандидатом от партии «Единая Россия». Джабаров входил в первую тройку списка «Единой России», где был вторым после губернатора ЕАО Ростислава Гольдштейна. По итогам состоявшегося 19 сентября 2021 года голосования список «Единой России» набрал 51,86 % голосов и получил 5 мандатов, из них один был передан Джабарову. 29 сентября на первом заседании заксобрания ЕАО 7 созыва единороссы, получившие по итогам выборов квалифицированное большинство, в третий раз предложили Джабарова на пост сенатора. Его кандидатуру поддержали 17 из 19 депутатов. На тот момент он занимал в Совете Федерации должность первого заместителя председателя комитета по международным делам, был членом комиссии по взаимодействию со Счётной палатой РФ, членом комитета по делам СНГ. Кроме того Джабаров входил в состав комиссии парламентского собрания Союза Беларуси и России по вопросам внешней политики.

## Санкции
Из-за аннексии Крыма, 17 марта 2014 года попал в санкционный список всех стран Евросоюза так как «публично поддержал в Совете Федерации размещение российских войск в Украине».
20 марта 2014 года попал под санкции США, а также Черногории, Исландии, Албании, Лихтенштейна, Норвегии, Канады, Австралии, Швейцарии. В 2018 году министерство иностранных дел Италии отказалось выдать въездную визу Джабарову, который собирался стать единственным наблюдателем от России на парламентских выборах в составе миссии Парламентской ассамблеи ОБСЕ. 21 июня 2018 года включен в санкционный список Украины, 14 февраля 2022 года включен в санационный список Великобритании.
После вторжения России на Украину 12 октября 2022 года внесён в санкционный список Новой Зеландии за «поддержку незаконным попыткам России аннексировать суверенную украинскую территорию путем проведения фиктивных референдумов».

## Награды
- Орден «За заслуги перед Отечеством» II степени (17 ноября 2022) — за большой вклад в развитие парламентаризма, активную законотворческую деятельность и многолетнюю добросовестную работу[40];
- Орден «За заслуги перед Отечеством» III степени (19 марта 2013) — за большой вклад в развитие российского парламентаризма и активную законотворческую деятельность[41][42];
- Орден «За заслуги перед Отечеством» IV степени (2007)[2][5];
- Орден Александра Невского (29 июня 2018 года) — за заслуги в укреплении российской государственности, развитии парламентаризма и активную законотворческую деятельность[43]
- Орден «За военные заслуги» (2001)[2][5];
- Орден Почёта (1995)[2][5];
- Медаль ордена «За заслуги перед Отечеством» II степени (2004)[2][5];
- Медаль «За отличие в воинской службе» I степени (1993)[2][5];
- Юбилейная медаль «70 лет Вооружённых Сил СССР»[5];
- Медаль «В память 850-летия Москвы»[44];
- Почётное звание «Заслуженный сотрудник органов безопасности РФ» (2005)[2][5];
- Почётное звание «Почётный сотрудник контрразведки»[7];
- Знак «За вклад в развитие парламентаризма» ЗС ЕАО (2017)[45][46];
- Почётное звание «Почётный гражданин Еврейской автономной области» (2022).
- Орден «Содружество» (17 апреля 2014 года, Межпарламентская ассамблея СНГ) — за активное участие в деятельности Межпарламентской Ассамблеи и её органов, вклад в укрепление дружбы между народами государств — участников Содружества Независимых Государств[47].
- Медаль «МПА СНГ. 25 лет» (27 марта 2017 года, Межпарламентская ассамблея СНГ) — за заслуги в деле развития и укрепления парламентаризма, за вклад в развитие и совершенствование правовых основ функционирования Содружества Независимых Государств, укрепление международных связей и межпарламентского сотрудничества[48].

## Личная жизнь
Женат.

### Доходы
За 2016 год задекларировал годовой доход в размере 6 миллионов рублей, а также один земельный участок, два жилых дома, четыре квартиры, три машиноместа и три автомобиля — Lexus LS, Porsche Cayenne и Volkswagen Touareg. Большая часть имущества записана на имя жены.